# سوبیشکی
سوبیشکی (به چکی: Sobíšky) یک منطقهٔ مسکونی در جمهوری چک است که در ناحیه پرروف واقع شده‌است. سوبیشکی ۲٫۹۳ کیلومتر مربع مساحت و ۱۷۰ نفر جمعیت دارد و ۳۰۰ متر بالاتر از سطح دریا واقع شده‌است.